# Amilcare Pettinelli
Amilcare Pettinelli (Firenze, 26 maggio 1887 – Roma, 9 settembre 1963) è stato un attore e doppiatore italiano.

## Biografia

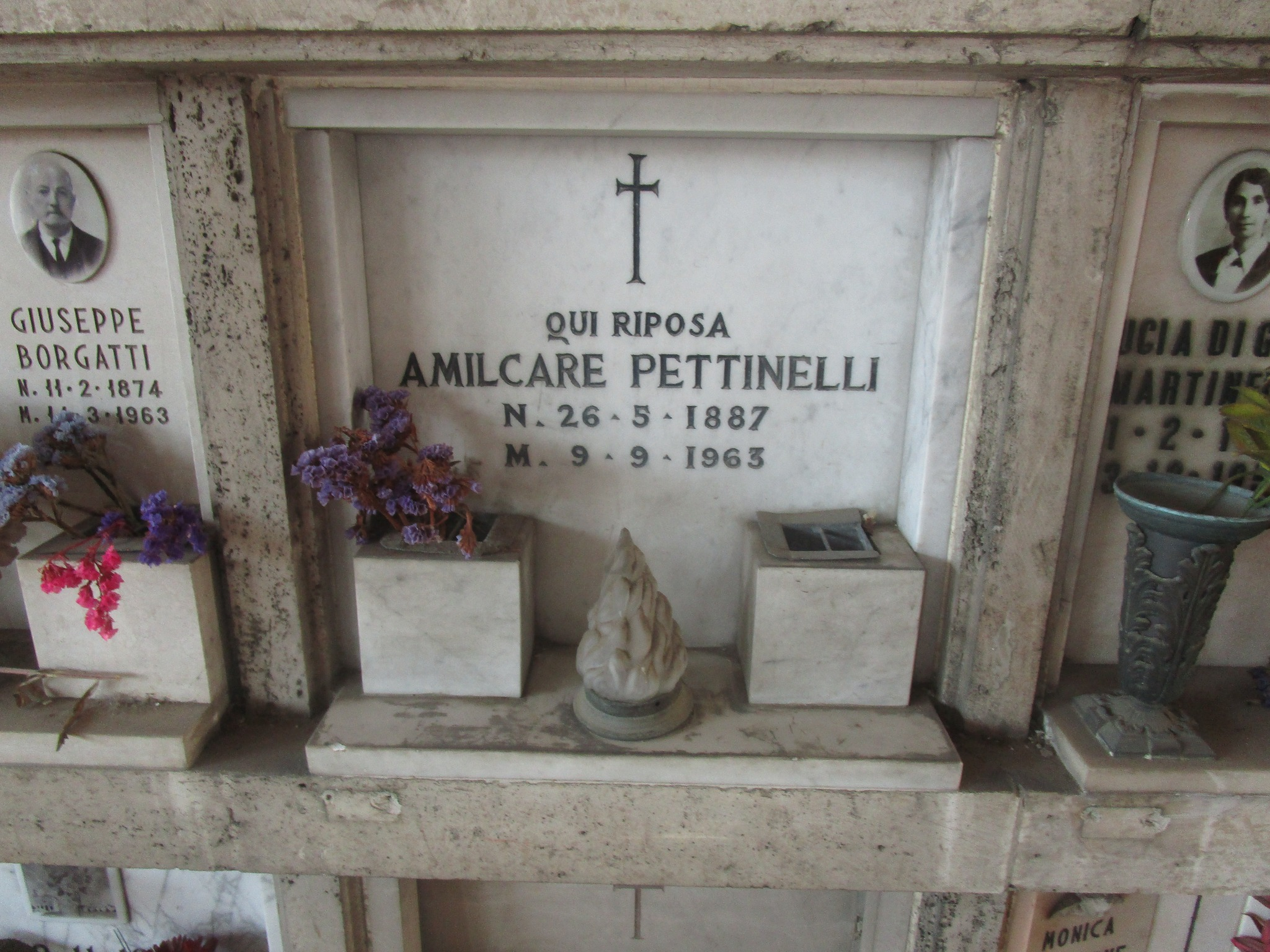
Tomba di Amilcare Pettinelli al Cimitero del Verano

Compiuti gli studi all'istituto tecnico, si dedica al teatro ottenendo una scrittura nella compagnia diretta da Giovanni Zannini, per passare poco dopo, nel 1915, in quella diretta da Alfredo De Sanctis dove conquista il ruolo da "primo attor giovane" e successivamente quello di primo attore con Ruggero Ruggeri nel 1920.
L'anno seguente ha il nome in ditta insieme a Gemma Bolognesi, Enzo Biliotti e Lambertini, poi ritrova Ruggeri insieme a Virgilio Talli e a Lyda Borelli. Dotato di una voce calda e suadente, di figura elegante e prestante, di una dizione chiara e precisa, con l'avvento del sonoro tenta la via del cinema, dove però viene adoperato in ruoli di supporto e di scarso rilievo pur dando prova di duttilità e disinvoltura.
Pettinelli eccelle invece nel doppiaggio, dove diventa una delle punte di forza soprattutto per attori di secondo piano, ma importanti, o caratteristi di razza come Adolphe Menjou in Orizzonti di gloria, Ralph Morgan in Rasputin e l'imperatrice, Claude Rains in Casablanca e Notorious - L'amante perduta, Basil Rathbone ne La leggenda di Robin Hood, Lionel Barrymore in Da quando te ne andasti, Walter Brennan in Aquile dal mare e moltissimi altri.
Nel 1938 presta la voce a Brontolo nella prima edizione italiana del film d'animazione Disney Biancaneve e i sette nani. Tornerà a doppiare per conto della Disney nel 1951, prestando la voce al Re di Cuori in Alice nel Paese delle Meraviglie. Assume in seguito la presidenza della più importante compagnia di doppiaggio, la CDC. Nel 1945 viene iniziato a Roma dalla loggia "Rinascita", all'Obbedienza di piazza del Gesù. Riposa presso il Cimitero del Verano.

## Filmografia
- Tombola, regia di Ivo Illuminati (1918)
- La canzone delle rose, regia di Ugo Gracci (1919)
- L'undicesimo comandamento, regia di Ugo Gracci (1920)
- Frontiere, regia di Mario Carafoli e Cesare Meano (1934)
- Come le foglie, regia di Mario Camerini (1934)
- Vivere!, regia di Guido Brignone (1937)
- Amicizia, regia di Oreste Biancoli (1938)
- Le due madri, regia di Amleto Palermi (1938)
- La dama bianca, regia di Mario Mattoli (1938)
- Dora Nelson, regia di Mario Soldati (1939)
- Boccaccio, regia di Marcello Albani (1940)
- Giarabub, regia di Goffredo Alessandrini (1942)
- Mater dolorosa, regia di Giacomo Gentilomo (1943)
- Maria Malibran, regia di Guido Brignone (1943)
- Tempesta sul golfo, regia di Gennaro Righelli (1943)
- Harlem, regia di Carmine Gallone (1943)
- Non mi muovo!, regia di Giorgio Simonelli (1943)
- La fornarina, regia di Enrico Guazzoni (1943)
- I dieci comandamenti, regia di Giorgio Walter Chili (1945)
- Torna... a Sorrento, regia di Carlo Ludovico Bragaglia (1945)
- Il mondo vuole così, regia di Giorgio Bianchi (1946)
- L'ebreo errante, regia di Goffredo Alessandrini (1948)
- Atto di accusa, regia di Giacomo Gentilomo (1950)

## Prosa radiofonica
- La donna in vetrina di Luigi Antonelli, trasmessa il 5 gennaio 1936
- I capelli bianchi di Giuseppe Adami, trasmessa il 9 febbraio 1936
- Visitare gli infermi di Oreste Biancoli e Dino Falconi, trasmessa il 6 marzo 1936
- Notturno macedone di Felj Silvestri, trasmessa il 13 marzo 1936
- La capanna e il tuo cuore di Giuseppe Adami, regia di Aldo Silvani, trasmessa il 4 gennaio 1937
- La vita degli altri di Guglielmo Zorzi, regia di Aldo Silvani, trasmessa il 22 marzo 1938
- Fine mese, tre atti, trasmessa il 15 gennaio 1939
- Noè di André Obey, regia di Nino Meloni, trasmessa il 25 gennaio 1955

## Doppiaggio

### Cinema
- Adolphe Menjou in Cento uomini e una ragazza, Palcoscenico, Condannatemi se vi riesce!, Non sei mai stata così bella, Hotel Mocambo, I trafficanti, Lo stato dell'Unione, Musica per i tuoi sogni, Indianapolis, Il cacciatore del Missouri, Salto mortale, La figlia dell'ambasciatore, Un turbine di gioia, Orizzonti di gloria, Mia moglie... che donna!, Il segreto di Pollyanna
- Claude Rains in Avorio nero, Il principe e il povero, Quattro figlie, Hanno fatto di me un criminale, Il conquistatore del Messico, Mr. Smith va a Washington, Perdutamente tua, Casablanca, Il giuramento dei forzati, Notorious - L'amante perduta, Il prezzo dell'inganno, La corda di sabbia, La colpa della signora Hunt, Lisbon, La mia terra, Mondo perduto
- Felix Aylmer in Duello a Berlino, Enrico V, La bella avventuriera, Amleto, Cristoforo Colombo, Il principe delle volpi, Ivanhoe, I cavalieri della Tavola Rotonda, Anastasia, La mummia, Dalla terrazza, Exodus, Astronauti per forza
- Lewis Stone in La regina Cristina, Trionfo d'amore, Carambola d'amore, Primavera di sole, Solitudine, Lo sprecone, Scaramouche, Il prigioniero di Zenda, I fratelli senza paura
- Enzo Biliotti in Due cuori fra le belve, Spie fra le eliche, L'innocente Casimiro, Anni difficili, Il bacio di una morta, Il tenente Giorgio, Il romanzo della mia vita, Frine, cortigiana d'Oriente, Papà Pacifico
- Harry Davenport in La dama e il cowboy, Via col vento, Notre Dame, Troppi mariti, I cavalieri del cielo, Sposa contro assegno, Se non ci fossimo noi donne...!, Perdonate il mio passato, La saga dei Forsyte
- Taylor Holmes in Boomerang - L'arma che uccide, Il bacio della morte, Azzardo, Le foglie d'oro, L'impero dei gangster, Gli uomini preferiscono le bionde, Il cacciatore di fortuna, Tobor - Il re dei robot, Soldati a cavallo
- Ian Wolfe in Notte senza fine, La casa dei nostri sogni, Johnny Belinda, Gli amanti della città sepolta, Il mago Houdini, Gioventù bruciata, Testimone d'accusa, Una notte movimentata
- Carl Benton Reid in La vita che sognava, Salvate il re, Wichita, Casa da gioco, L'ora del delitto, L'ultima carovana, Guadalcanal ora zero
- James Gleason in Agguato sul fondo, Arsenico e vecchi merletti, Capitano Eddie, La gioia della vita, Esecuzione al tramonto, Amami teneramente, Testamento di sangue
- Walter Brennan in Una luce nell'ombra, Fiore selvaggio, Aquile dal mare, Il mare dei vascelli perduti, Al di là del fiume, Tammy fiore selvaggio
- Edmund Gwenn in Il miracolo della 34ª strada, Vita col padre, Lo scandalo della sua vita, Amo Luisa disperatamente, I miserabili, Sally e i parenti picchiatelli
- Porter Hall in L'oro della Cina, La conquista del West, I dimenticati, Il miracolo del villaggio, Gli invincibili, L'asso nella manica
- Morris Ankrum in Stanotte sorgerà il sole, I dannati non piangono, RX-M Destinazione Luna, Kronos, il conquistatore dell'universo, Le avventure e gli amori di Omar Khayyam
- Harry Antrim in L'ereditiera, Mr. Belvedere suona la campana, Gli ammutinati dell'Atlantico, 10 in amore, Il sentiero della violenza
- Lionel Barrymore in Margherita Gauthier, L'eterna illusione, Joe il pilota, Da quando te ne andasti, La valle del destino
- Don Beddoe in Calcutta, Il cavaliere del deserto, La morte corre sul fiume, L'assassino è perduto, La frusta dell'amazzone
- Charles Coburn in Ritorna l'amore, Lady Eva, I filibustieri della finanza, Il molto onorevole Mr. Pennypacker, Uno sconosciuto nella mia vita
- Wallace Ford in Ho amato un fuorilegge, Lucy Gallant, I senza Dio, Il capitano dei mari del sud, Ultima notte a Warlock
- Raymond Greenleaf in Tutti gli uomini del re, La setta dei tre K, Il segreto del lago, La città che scotta, Flash! Cronaca nera
- Gene Lockhart in Amore sotto i tetti, Luce rossa, Francis contro la camorra, La signora vuole il visone, L'uomo dal vestito grigio
- Cecil Parker in Lo scandalo del vestito bianco, La signora omicidi, Il giullare del re, 23 passi dal delitto, Verso la città del terrore
- Charles Winninger in L'ultima carovana, Partita d'azzardo, La signorina e il cow-boy, Il carnevale della vita, Il sole splende alto
- Finlay Currie in La sposa bella, La tempesta, Francesco d'Assisi, Giuseppe venduto dai fratelli
- Marcello Giorda in Fra Diavolo, Una parigina a Roma, Il marito, Brevi amori a Palma di Majorca
- Walter Hampden in Eva contro Eva, Operazione Cicero, Il calice d'argento, Il re vagabondo
- Cecil Kellaway in Passaggio a Bahama, Francis alle corse, Geremia, cane e spia, Dimmi la verità
- Tom Powers in La fiamma del peccato, La dalia azzurra, Dan il terribile, Giulio Cesare
- Stanley Ridges in La storia del dottor Wassell, Quinto non ammazzare!, I conquistatori, Il romanzo di Thelma Jordon
- Nando Tamberlani in La rivolta dei gladiatori, La spada e la croce, Il conquistatore di Corinto, Il crollo di Roma
- Armando Annuale in Il lupo della frontiera, Non è mai troppo tardi, Bella non piangere
- Walter Baldwin in Gli avvoltoi, La storia di Tom Destry, Ore disperate
- Edmund Breon in Le bianche scogliere di Dover, Le tre donne di Casanova, La donna del ritratto
- Nigel Bruce in  Peccatrici folli, Torna a casa, Lassie!, Il figlio di Lassie
- Donald Crisp in Il principe coraggioso, La lunga linea grigia, L'uomo di Laramie
- Cecil B. DeMille in Rivista di stelle, Viale del tramonto, La storia di Buster Keaton
- Richard Garrick in La giostra umana, L'assedio di fuoco, La valle dell'Eden
- Steven Geray in Io ti salverò, Gilda, Un pizzico di follia
- Everett Glass in La cosa da un altro mondo, I gladiatori, Qualcosa che scotta
- Russell Hicks in La taverna dei sette peccati, Il nemico ci ascolta, Sansone e Dalila
- Henry Hull in Il ritratto di Jennie, El Paso, I conquistatori dell'Oregon
- John Litel in La bolgia dei vivi, La storia del generale Custer, Viaggio in fondo al mare
- Charles Meredith in L'altro uomo, Banditi senza mitra, Il forte delle amazzoni
- Carlo Micheluzzi in Fiori d'arancio, Il tiranno di Padova, La gondola del diavolo
- Alan Mowbray in L'impareggiabile Godfrey, La carovana dei mormoni, Il ladro del re
- Nicolás Perchicot in Il leone di Damasco, Il segreto di Cristoforo Colombo, Senza sorriso
- Emilio Petacci in La freccia nel fianco, Il romanzo della mia vita, I vampiri
- Massimo Pianforini in I miserabili, Core 'ngrato, Il padrone delle ferriere
- Gian Paolo Rosmino in La figlia di Mata Hari, Il prezzo della gloria, Il ladro di Bagdad
- Arthur Shields in I cavalieri del Nord Ovest, Un uomo tranquillo, L'orfana senza sorriso
- Michel Simon in Lo strano dramma del dottor Molyneux, Il porto delle nebbie, Le tentazioni quotidiane
- Ernest Thesiger in La moglie di Frankenstein, Felicità proibita, Dottore a spasso
- Tom Tully in Sui marciapiedi, L'irresistibile Mr. John, La freccia nella polvere
- Charles Vanel in La bella brigata, I diabolici, Caccia al ladro
- Eddy Waller in Terra lontana, L'uomo senza paura, Orgoglio di razza
- Irving Bacon in Quelli della Virginia, C'è posto per tutti
- Aristide Baghetti in La vita torna, È più facile che un cammello...
- Albert Basserman in Il prigioniero di Amsterdam, Rapsodia in blu
- Annibale Betrone in La Gorgona, Sant'Elena, piccola isola
- Roman Bohnen in La bandiera sventola ancora, I forzati del mare
- Willis Bouchey in Il figlio del Texas, Le avventure di mister Cory
- Jean Brochard in Carmen, Furore di vivere
- Edgar Buchanan in La fossa dei dannati, La legge del fucile
- Harry Carey in I cacciatori dell'oro, Il fiume rosso
- Leonard Carey in Il cielo può attendere, Bagliori ad Oriente
- Leo G. Carroll in L'usurpatore, La regina vergine
- Aimé Clariond in Sono un sentimentale, Nathalie
- Frank Ferguson in È nata una stella, Questa notte o mai
- Edward Fielding in Rebecca - La prima moglie, Frutto proibito
- Eduard Franz in La strega rossa, I dieci comandamenti
- Larry Gates in La gatta sul tetto che scotta, Qualcuno verrà
- Roy Gordon in La polizia bussa alla porta, L'arma che conquistò il West
- Jonathan Hale in Non puoi impedirmi d'amare, Anche i boia muoiono
- Charles Halton in Dr. Cyclops, Bill sei grande!
- John Hoyt in Il continente scomparso, L'altalena di velluto rosso
- Dean Jagger in La tunica, X contro il centro atomico
- Chubby Johnson in Là dove scende il fiume, Drango
- Barry Jones in Samoa, Guerra e pace
- Guy Kibbee in Questo mondo è meraviglioso, In nome di Dio
- Rusty Lane in Il colosso d'argilla, L'alibi era perfetto
- George Lessey in La febbre del petrolio, Buffalo Bill
- Nino Marchesini in Torna!, Vortice
- Lewis Martin in La guerra dei mondi, I tre sceriffi
- John Maxwell in La frustata, Cole il fuorilegge
- Donald Meek in Sogno di prigioniero, La commedia è finita
- Torben Meyer in L'esperimento del dottor K., Vincitori e vinti
- Grant Mitchell in Furore, Un piede in paradiso
- Matt Moore in Il buon samaritano, Un amore splendido
- Leonard Mudie in Mi chiamo Giulia Ross, Il mostro magnetico
- Laurence Naismith in Il ragazzo sul delfino, Affondate la Bismarck!
- Henry O'Neill in Forzate il blocco, Sgomento
- Lynne Overman in Giubbe rosse, Vento selvaggio
- Francis Pierlot in Delitto senza peccato, La leggenda dell'arciere di fuoco
- Carlo Pisacane in Fra' Manisco cerca guai..., Il mio amico Benito
- Edward G. Robinson in Il carnevale della vita, I sette ladri
- Fay Roope in Viva Zapata!, Supplizio
- Erskine Sanford in Il prigioniero del terrore, La signora di Shanghai
- Russell Simpson in I pascoli dell'odio, Soldati a cavallo
- Vladimir Sokoloff in Per chi suona la campana, Il pianeta dove l'inferno è verde
- Roland Squire in I perversi, L'isola nel sole
- Edgar Stehli in La pallottola senza nome, La strada a spirale
- Henry Stephenson in La dama e l'avventuriero, Le avventure di Oliver Twist
- Henry Travers in Una donna dimentica, La foglia di Eva
- Harry Tyler in Assalto alla Terra, Arriva Jesse James
- Harold Vermilyea in Codice d'onore, Il tempo si è fermato
- Henri Vidon in Tradita, La grande speranza
- Charles Vissières in Don Camillo, Il ritorno di don Camillo
- Minor Watson in La città dei ragazzi, La diva
- John Abbott in La campana del convento
- Wesley Addy in Che fine ha fatto Baby Jane?
- Frank Allenby in Madame Bovary
- Ernesto Almirante in Il testimone
- Joss Ambler in Quel bandito sono io
- Florenz Ames in La mantide omicida
- Marcel André in Teresa Raquin
- Harry Andrews in Il cavaliere del mistero
- Roland Armontel in La grande razzia
- Mariano Azaña in Marcellino pane e vino
- Gino Baghetti in L'arte di arrangiarsi
- Raymond Bailey in La banda degli angeli
- Antoine Balpêtré in Il re dei falsari
- Guido Barbarisi in Canzone appassionata
- Rafael Bardem in Totò, Vittorio e la dottoressa
- Trevor Bardette in Johnny Guitar
- Griff Barnett in La quercia dei giganti
- Lucien Baroux in Prima comunione
- Edgar Barrier in Cirano di Bergerac
- John Barrymore in Ventesimo secolo
- Cesco Baseggio in L'intrusa
- Granville Bates in Le mie due mogli
- James Bell in Solo chi cade può risorgere
- Maurice Beerblock in Un condannato a morte è fuggito
- Nerio Bernardi in Enrico Caruso, leggenda di una voce
- Jules Berry in Tristi amori
- Antonin Berval in Il dado è tratto
- Robert Beauvais in I 400 colpi
- Billy Bevan in Fra le tue braccia
- Lucien Blondeau in La vedova elettrica
- Eric Blore in Hellzapoppin in Grecia
- Raymond Bond in Scandalo internazionale
- Frank Borzage in Un solo grande amore
- Matthew Boulton in La gang
- Lee Bowman in Incontro a Parigi
- Arturo Bragaglia in Un marito per il mese d'aprile
- Leo Britt in Il delitto perfetto
- Harris Brown in I misteri di Hollywood
- Joe E. Brown in Show Boat
- Wally Brown in Furia selvaggia - Billy Kid
- Grover Burgess in La città nuda
- Paul E. Burns in L'uomo del Sud
- Robert Burton in I giovani leoni
- Raymond Bussières in Le meraviglie di Aladino
- Herbert Butterfield in Assassinio premeditato
- Joseph Calleia in La donna venduta
- Bruno Cantalamessa in Totò le Mokò
- Julien Carette in La giumenta verde
- Gianni Cavalieri in Capitan Fantasma
- Gino Cavalieri in L'onorevole Angelina
- Paul Cavanagh in La maschera di porpora
- Thomas Hardie Chalmers in Giulietta e Romanoff
- Georges Chamarat in Miss spogliarello
- Lane Chandler in L'indiana bianca
- André Charlot in Bernadette
- Harry Cheshire in Agente federale X3
- Berton Churchill in Ombre rosse
- Eduardo Ciannelli in Elena di Troia
- Luigi Cimara in Cento anni d'amore
- George Cleveland in Dedizione
- Ray Collins in Non si può continuare ad uccidere
- Russell Collins in Le colline camminano
- Marc Connelly in In punta di piedi
- Ernest Cossart in Gli amanti del sogno
- Romolo Costa in Un colpo di pistola
- George Coulouris in L'eterna armonia
- Noël Coward in Il giro del mondo in 80 giorni
- Joseph Crehan in FBI operazione Las Vegas
- Henri Crémieux in Fascicolo nero
- Olinto Cristina in L'ultima violenza
- Luther Crockett in Colt .45
- Gabriel Curtiz in Il diabolico avventuriero
- Marcel Dalio in Sabrina
- Andrea D'Amaniera in Gelosia
- Theodor Danegger in Tre ragazze viennesi
- Wassili D'Angiò in La spiaggia
- Hal K. Dawson in Cord il bandito
- Pedro de Cordoba in Sangue e arena
- Frank De Kova in Cowboy
- Juan de Landa in Tragica notte
- William Demarest in La montagna
- Reginald Denny in Sparvieri di fuoco
- John Dierkes in La battaglia di Alamo
- Augusto Di Giovanni in Il mercante di schiave
- Basil Dignam in Gorgo
- Charles Dingle in Ancora insieme
- Neal Dodd in È arrivato lo sposo
- Robert Douglas in La fonte meravigliosa
- Georges Douking in La spada degli Orléans
- Jimmy Durante in Giacomo il bello
- Edward Earle in La bella preda
- William Edmunds in La vita è meravigliosa
- John Eldredge in Una pallottola per Roy
- Harry Ellerbe in I vivi e i morti
- Edward Ellis in I cavalieri del Texas
- Fred Essler in L'impareggiabile Godfrey
- Anthony Eustrel in Riccardo Cuor di Leone
- Charles Evans in Banditi atomici
- Saturnin Fabre in 7 uomini e una donna
- Jim Farley in San Francisco
- William Farnum in Sansone e Dalila
- George Fawcett in Il figlio dello sceicco
- Parker Fennelly in Attenti alle vedove
- W. C. Fields in Se avessi un milione
- Clyde Fillmore in Un evaso ha bussato alla porta
- Paul Fix in Oceano rosso
- René Fleur in I miserabili
- Sam Flint in Ruby, fiore selvaggio
- Louis Florencie in Tutto finisce all'alba
- Francis Ford in Alba fatale
- William Forrest in Il mostro che sfidò il mondo
- Richard R. Foster in Cittadino dannato
- Victor Francen in La porta d'oro
- Richard Francoeur in La sposa troppo bella
- Paul Frankeur in Grisbì
- William Frawley in Monsieur Verdoux
- Dwight Frye in Frankenstein
- Maks Furijan in Anno 79 - La distruzione di Ercolano
- John Gabriel in L'implacabile condanna
- Peter Gawthorne in L'avventura di Mr. Bliss
- René Génin in Asfalto che scotta
- Leo Genn in Berretti rossi
- Alex Gerry in Secondo amore
- Alan Gifford in Alla conquista dell'infinito
- Claude Gillingwater in Le due città
- Romolo Giordani in L'uomo di paglia
- John Goldsworthy in Il caso Paradine
- Bill Goodwin in Un pizzico di fortuna
- C. Henry Gordon in I crociati
- Hugh Graham in Fluido mortale
- Lawrence Grant in Shanghai Express
- Giovanni Grasso in Melodie immortali
- Camille Guérini in Nore-Dame de Paris
- Paul Guilfoyle in L'ultimo Apache
- Alec Guinness in Sangue blu
- Hugo Haas in Dopo Waterloo
- Richard Hageman in Rapsodia
- Robert Hale in Patrizia e il dittatore
- Clive Halliday in Sepolto vivo
- John Halliday in Quella certa età
- John F. Hamilton in Fronte del porto
- Nicholas Hannen in Riccardo III
- Lumsden Hare in I lancieri del Bengala
- Robert Harris in La principessa di Mendoza
- Forrester Harvey in Noi siamo le colonne
- Harry Harvey in Frontiere selvagge
- Paul Harvey in Il capitalista
- Raymond Hatton in Il mostro del pianeta perduto
- Harry Hayden in La donna e il mostro
- Richard Haydn in Colpo di fulmine
- Hugh Herbert in Venere e il professore
- Herbert Heyes in Ancora e sempre
- Samuel H. Hinds in Fiori nella polvere
- Stanley Holloway in Breve incontro
- David Horne in Il principe e la ballerina
- Jack Howarth in Hobson il tiranno
- George Howe in L'uomo che sapeva troppo
- Otto Hulett in La città del vizio
- Arthur Hunnicutt in Due bandiere all'ovest
- Paul Hurst in Marijuana
- Luis Hurtado in I promessi sposi
- Wilfrid Hyde-White in Facciamo l'amore
- Olaf Hytten in Forte T
- Charles Irving in Un volto nella folla
- José Isbert in Calabuig
- Perry Ivins in Il messaggio del rinnegato
- Thomas E. Jackson in Il diario di un condannato
- Sam Jaffe in I due forzati
- Edwin Jerome in La donna dai tre volti
- Oliver Johnston in Un re a New York
- Henry Joyner in Le avventure di Davy Crockett
- Whitford Kane in Il fantasma e la signora Muir
- Boris Karloff in Condannato a morte
- Robert Emmett Keane in Allegri imbroglioni
- Larry Keating in La felicità non si compra
- Ian Keith in Il mostro dei mari
- Robert Keith in Il tesoro sommerso
- Walter Kingsforth in Furia dei tropici
- Alexander Knox in Il giorno più lungo
- Otto Kruger in Alamo
- William Lally in Angeli del peccato
- Georges Lannes in La contessa di Castiglione
- Wilfrid Lawson in Il dubbio
- Nolan Leary in Amore, ritorna!
- Norman Leavitt in L'ispettore generale
- Fernand Ledoux in I miserabili
- Andrew Leigh in La maschera di Frankestein
- Frederick Leister in La fine dell'avventura
- Forrest Lewis in La tragedia del Rio Grande
- Salvo Libassi in Questa è la vita
- Jack Livesey in I giganti uccidono
- Charles Lloyd Pack in La vendetta di Frankestein
- Tom London in Mezzogiorno di fuoco
- Montagu Love in Gunga Din
- Arnold Lucy in All'ovest niente di nuovo
- Bela Lugosi in Il figlio di Frankenstein
- Paul Lukas in Kim
- Emmett Lynn in La sceriffa dell'Oklahoma
- Donald MacBride in Una pallottola per Roy
- George Macready in Il figlio di Robin Hood
- James Maloney in Pietà per i giusti
- Miles Mander in I Lloyds di Londra
- Augusto Marcacci in Enrico IV
- Dwight Marfield in La congiura degli innocenti
- Michael Mark in La vendetta del dottor K.
- Joe E. Marks in Il villaggio più pazzo del mondo
- E.G. Marshall in La lancia che uccide
- Cecil Matthews in La carrozza d'oro
- Junius Matthews in L'angelo nero
- Lester Matthews in Sangaree
- Tim McCoy in La tortura della freccia
- Francis McDonald in La carica delle mille frecce
- Frank McHugh in Follie dell'anno
- Donald McKee in La divina
- Paul McVey in Le forze del male
- Joseph Mell in Avvocato di me stesso
- Umberto Melnati in Africa sotto i mari
- Charles B. Middleton in I diavoli volanti
- Armando Migliari in La casa senza tempo
- John Milong in Magnifica ossessione
- Millard Mitchell in Se mia moglie lo sapesse
- Luigi Moneta in Il gigante di Metropolis
- Ralph Moody in L'ultima caccia
- André Morell in Tempo d'estate
- Antonio Moreno in Le ali del falco
- Ralph Morgan in Rasputin e l'imperatrice
- Robert Morley in La regina d'Africa
- Guido Moroni Celsi in La vendetta di Aquila Nera
- Hans Moser in Solo per te
- Zero Mostel in Damasco '25
- Gavin Muir in Gianni e Pinotto contro l'uomo invisibile
- Charles A. Murphy in Cittadino dannato
- Stephen Murray in La storia di una monaca
- John Mylong in John Mylong
- Chieko Naniwa in Il trono di sangue
- Alan Napier in Tenera è la notte
- Paul Newlan in David e Betsabea
- Fred Nurney in Come prima... meglio di prima
- Egisto Olivieri in Il fanciullo del West
- David Opatoshu in Karamazov
- Jack Orrison in Ho sposato un mostro venuto dallo spazio
- Reginald Owen in Commandos
- Tudor Owen in Contro tutte le bandiere
- Pierre Palau in Margherita della notte
- Leone Papa in I nostri sogni
- Mario Passante in Cartagine in fiamme
- Voltaire Perkins in Frenesia del delitto
- Redmond Phillips in L'inchiesta dell'ispettore Morgan
- Lamberto Picasso in Gli uomini non guardano il cielo
- Camillo Pilotto in Erode il Grande
- Raf Pindi in Giudicatemi
- Aldo Pini in Ponzio Pilato
- Robert Pizani in Il capitano della legione
- Alberto Plebani in Europa '51
- Cameron Prud'Homme in Ritorno dall'eternità
- Frank Puglia in A 30 milioni di km. dalla Terra
- Noel Purcell in Il corsaro dell'isola verde
- Keith Pyott in Il villaggio dei dannati
- John Qualen in Gli amanti dei 5 mari
- John Rae in I vampiri dello spazio
- Michael Raffetto in Al centro dell'uragano
- Lucien Raimbourg in Cartouche
- Donald Randolph in Phffft... e l'amore si sgonfia
- Basil Rathbone in La leggenda di Robin Hood
- Gregory Ratoff in La vergine sotto il tetto
- Kynaston Reeves in Le avventure del capitano Hornblower, il temerario
- Fritz Reuter Leiber in Il fantasma dell'Opera
- Julian Rivero in Le colline bruciano
- Henri Rollan in Le avventure di Arsenio Lupin
- Felice Romano in Nozze di sangue
- Richard Romanovsky in Marionette
- Wally Rose in I gangsters
- Maxie Rosenbloom in Ragazzo tuttofare
- Benny Rubin in Yankee Pascià
- Sandro Ruffini in Giuseppe Verdi
- Charles Ruggles in L'anima e il volto
- Sig Ruman in Il mondo nelle mie braccia
- Basil Ruysdael in La gente mormora
- Hugh Sanders in Il forte delle amazzoni
- Joe Sawyer in Rapina a mano armata
- Hans Schumm in Alla conquista dell'infinito
- Lee Schumway in Buffalo Bill ancora in sella
- Reinhold Schünzel in Passione di zingara
- Maurice Schwartz in Salomè
- Umberto Sclanizza in Calafuria
- Louis Seigner in Turno di notte
- Jean Servais in Il giorno più lungo
- Gaston Séverin in Il diario di un curato di campagna
- Harry Shannon in La casa dei nostri sogni
- Konstantin Shayne in Lo straniero
- Fred Sherman in Tamburi di guerra
- Takashi Shimura in I misteriani
- Aldo Silvani in Disonorata (senza colpa)
- Alastair Sim in La miliardaria
- Guglielmo Sinaz in Il ponte sull'infinito
- Victor Sjöström in Il posto delle fragole
- Axel Slangus in La fontana della vergine
- Everett Sloane in Brama di vivere
- C. Aubrey Smith in Piccole donne
- Howard Smith in Okay Parigi!
- Gianni Solaro in Le avventure di Mary Read
- Andrés Soler in Il bruto
- Vicente Soler in Malinconico autunno
- S. Solonitsky in Il quarantunesimo
- Howard St. John in Voi assassini
- Ferruccio Stagni in Ulisse
- Dimos Starenios in L'eroe di Sparta
- William Steele in Sentieri selvaggi
- Charles Stevens in Il giorno della vendetta
- Onslow Stevens in Cavalcata ad ovest
- Giulio Stival in Quartieri alti
- John Strange in Yvonne la Nuit
- Joseph Sweeney in La parola ai giurati
- Karl Swenson in Solo sotto le stelle
- Carlo Tamberlani in La guerra di Troia
- Sergio Tofano in Stasera alle undici
- Andrew Tombes in La terra dei senza legge
- Joseph Tomelty in Simba
- David Torrence in Capitan Blood
- Totò in Totò contro Maciste
- Les Tremayne in La storia di Ruth
- Austin Trevor in Gli orrori del museo nero
- Richard Tucker in Il compagno B
- Gualtiero Tumiati in Giacobbe, l'uomo che lottò con Dio
- Frank Tweddell in Mani lorde
- Géo Valdy in Le donne sono deboli
- Robert Vattier in La legge del più furbo
- Raimondo Vianello in Fratelli d'Italia
- Domenico Viglione Borghese in Romanzo a passo di danza
- Julio Villarreal in Violenti e selvaggi
- Raplh Volkie in La furia umana
- Bill Walker in Chimere
- H.B. Warner in Orizzonte perduto
- Harold Warrender in La tragedia del capitano Scott
- Pierre Watkin in Bolide rosso
- Charles Watts in Femmine bionde
- Joseph N. Welch in Anatomia di un omicidio
- Howard Wendell in Trinidad
- Guinn 'Big Boy' Williams in La città della paura
- Harcourt Williams in Vacanze romane
- Hugh Williams in La voce nella tempesta
- Robert Williams in Orizzonti lontani
- Rhys Williams in Duello di spie
- Noah Williamson in Baby Doll - La bambola viva
- Torsten Winge in L'occhio del diavolo
- Max Wittmann in La grande ruota
- Arthur Wontner in La rivale di mia moglie
- Jack Woody in La notte senza legge
- Will Wright in Il selvaggio
- Roland Young in L'ammaliatrice
- Giuseppe Zago in Il vagabondo
- Don Zelaya in L'avventuriero di Macao
- Cesare Zoppetti in L'amore si fa così
- George Zucco in Il capitano di Castiglia
- Voce del padre di Drago in L'uomo senza corpo

### Film d'animazione
- Brontolo in Biancaneve e i sette nani (doppiaggio 1938)
- Re di Cuori in Alice nel Paese delle Meraviglie
- Vecchio col cannocchiale in Le 13 fatiche di Ercolino